# Sample Recovery Helicopter
Sample Recovery Helicopter, сокр. SRH; с англ. — «Вертолёт для доставки образцов» — роботизированный беспилотный вертолёт, разработанный инженерами американской фирмы AeroVironment, Inc. и предложенный в марте 2022 года в качестве средства доставки образцов марсианского грунта от места их промежуточного складирования марсоходом Perseverance к месту расположения зонда, обеспечивающего загрузку этих образцов на ракету, которой в соответствии с программой Mars Sample Return Mission предстоит доставить их на околомарсианскую орбиту.

## Предпосылки проекта
Технически вертолёт SRH разработки AeroVironment, Inc. является дальнейшим развитием конструкции соосного вертолёта, созданного этой же фирмой в 2013—2018 году по заказу НАСА и воплощённой в Ingenuity — первом в мире внеземном вертолёте, осуществившем 19 апреля 2021 года первый полёт на Марсе. В отличие от «вертолёта-первопроходца», новая модель имеет грузоподъёмность 280 граммов, располагает манипулятором весом 90 г и поставлена на самодвижущееся шасси. Ключевые компоненты грузового вертолёта модифицированы на основе уроков, извлечённых из эксплуатации Ingenuity. Энерговооружённость аппарата увеличится, для чего будет увеличена площадь солнечной батареи и ёмкость его аккумуляторов. Несколько упростится система управления верхним винтом, и повысится мощность двигателя . Общие размеры вертолёта будут ненамного больше. Всего предполагается отправить на Марс две таких машины.
Промежуточную транспортировку собранных образцов по поверхности Марса изначально брало на себя Европейское космическое агентство (ЕКА), включившее этот проект в свою программу ЭкзоМарс. Однако из-за неоднократных переносов уже в ноябре 2021 года НАСА пришло к необходимости перенести сроки доставки образцов и оценить риски, заложенные в самой схеме доставки. Одним из вариантов упрощения этих схем стал отказ от малого марсохода («Розалинда Франклин») в пользу двух вертолётов типа Ingenuity.
Комментарии